# Jean de Sully
Jean de Sully, né à Sully-sur-Loire et mort en avril 1271, est un prélat français du XIIIe siècle, archevêque de Bourges. 

## Biographie
Il est un neveu de Simon de Sully et est fils d'Archambaud III. Jean est doyen de Bourges.
Il est élu archevêque de Bourges en 1260.
II convoque aussitôt un concile de sa province auquel il appelle l'archevêque de Bordeaux et ses suffragants. Jean visite toute la province de Bordeaux et y reçoit partout les honneurs dus à un primat. La seule église de saint Hilaire de Poitiers ne veut point le reconnaître. C'est pour cela qu'il l'interdit ; le pape Clément IV confirme la sentence.
Lorsque Jean de Sully meurt en 1271, son frère Guy lui succède.